# Seems Like Old Times
Seems Like Old Times is een Amerikaanse romantische komedie uit 1980 onder regie van Jay Sandrich, naar een scenario van Neil Simon. De film werd destijds in Nederland uitgebracht onder de titel Raad eens wie er onder het bed ligt? en heeft Goldie Hawn en Chevy Chase in de hoofdrollen.

## Verhaal
Nick is een schrijver bij wie het geluk niet aan zijn zijde staat: hij heeft twee jaar lang in de gevangenis gezeten voor een drugsdeal waar hij niet bij was betrokken, en wordt nu ontvoerd door twee criminelen die hem dwingen om een overval te plegen op een bank. Hij slaagt hierin, maar wordt wel herkend op de bewakingscamera's en al snel zet de politie een achtervolging in. Nick slaagt erin om te vluchten van zijn twee ontvoerders en zoekt onderdak bij zijn ex-vrouw Glenda; een advocate die zich met haar nieuwe echtgenoot Ira Parks begeeft in de hogere kringen sinds Ira zichzelf verkiesbaar wil stellen als burgemeester.
Glenda wil aanvankelijk niets weten van Nick en stuurt hem haar huis uit, maar ze krijgt al snel medelijden met de man en belooft hem voedsel en onderdak.  Ira, die niets wil weten van Nick, is hier niet van op de hoogte gesteld. Het verborgen houden van Nick leidt tot verschillende conflicten in het huis. Uiteindelijk wordt Nick ontmaskerd door Ira en ingerekend door de politie. Tot groot ongenoegen van Ira, wil Glenda haar ex-man verdedigen in zijn rechtszaak en uiteindelijk wordt de waarheid onthuld en wordt Nick vrijgepleit. Tijdens dit proces raken Glenda en Nick weer verliefd op elkaar en Glenda verlaat Ira om zich te kunnen verzoenen met Nick.

## Rolverdeling
| Acteur           | Personage                |
| ---------------- | ------------------------ |
| Goldie Hawn      | Glenda Gardenia Parks    |
| Chevy Chase      | Nicholas 'Nick' Gardenia |
| Charles Grodin   | Ira Parks                |
| Robert Guillaume | Fred                     |
| Harold Gould     | Rechter John Channing    |
| George Grizzard  | Gouverneur               |
| Yvonne Wilder    | Aurora De La Hoya        |
| T.K. Carter      | Chester                  |
| Judd Omen        | Dex                      |
| Marc Alaimo      | B.G.                     |

## Productie
Toneelschrijver Neil Simon liet zich voor het scenario inspireren door de screwballkomedie The Talk of the Town (1942). Goldie Hawn en Chevy Chase werden in dit filmproject met elkaar herenigd als collega's; eerder verschenen ze samen in de zeer succesvolle komedie Foul Play (1978). Voordat zij werden aangesteld, zouden aanvankelijk Marsha Mason en Burt Reynolds de hoofdrollen vervullen.
Paul McCartney nam een lied op voor de soundtrack, maar deze werd uiteindelijk niet gebruikt.

## Ontvangst
De film werd een commercieel succes en ook critici lieten zich enthousiast uit. Charles Grodin werd niettemin genomineerd voor een Razzie Award in de categorie Slechtste Mannelijke Bijrol.